# Ossuaire de la Haute-Chevauchée
Pour les articles homonymes, voir Ossuaire (homonymie).
Pour un article plus général, voir Sites funéraires et mémoriels de la Première Guerre mondiale (Front Ouest).
Le Monument-Ossuaire de la Haute-Chevauchée est un ossuaire de la Première Guerre mondiale surmonté d'un monument commémoratif, situé sur le territoire de la commune de Lachalade, dans le département de la Meuse, à l'ouest de Verdun.
Le 20 septembre 2023, le site fait partie des 139 sites mémoriels et funéraires de la Première Guerre mondiale inscrits au patrimoine mondial de l'UNESCO.

## Historique
C'est la comtesse de Martimprey, veuve du capitaine Jean de Martimprey disparu à la cote 285 le 13 juillet 1915, qui fut à l'origine de l'érection du monument. Les familles de soldats français, italiens et les américains ont participé financièrement à la construction du monument.
Le monument fut inauguré le 30 juillet 1922, en présence de Raymond Poincaré, Président du Conseil et ancien président de la république et de la comtesse de Martimprey, présidente du Comité Commémoratif de l'Argonne, association qui gère toujours le site aujourd'hui.

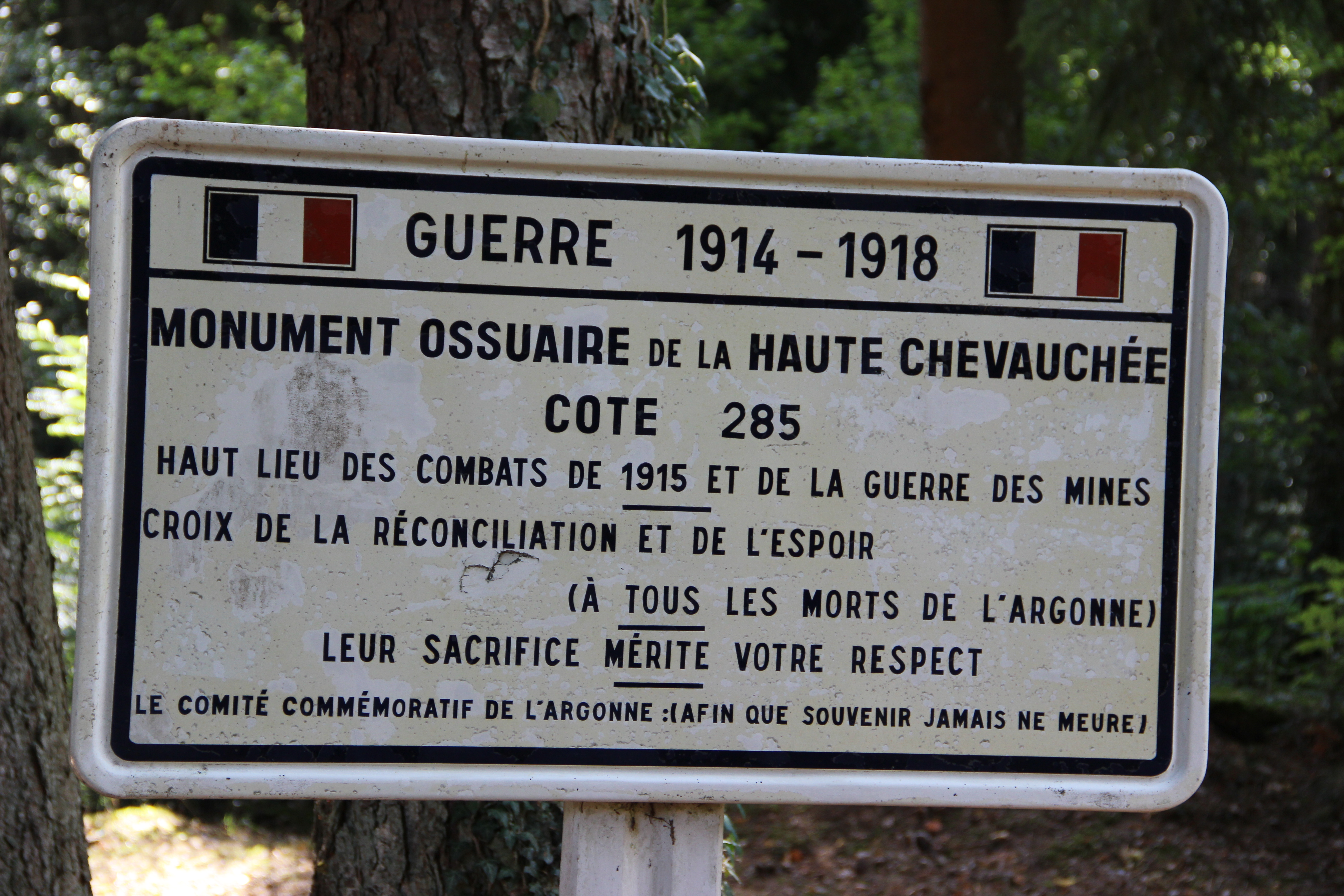
Panneau indicatif de l'ossuaire

## Caractéristiques
Le monument est dédié à la mémoire des « Morts de l'Argonne ». De la forme d'un obélisque tronqué est situé en haut d'un escalier. Il est surmonté d'une sculpture d'Edmond Henri Becker, représentant la tête d'un soldat français coiffé d'un caque Adrian et dont les mains reposent sur une épée pointée vers le bas. L'épée est apposée sur une croix latine en bas-relief sculptée sur la face avant. Au pied du monument, un autel est destiné aux cérémonies religieuses lors des commémorations.
L'entrée de l'ossuaire se trouve à l'arrière du monument. Il rassemble les restes d'environ 10 000 soldats inconnus. Les murs du caveau sont recouverts plusieurs centaines d'ex-voto dédiés aux combattants français et italiens.
Sur chacune des faces du monument, ont été gravés les noms des régiments français, italiens et américains ayant combattu dans l'Argonne. Sur un côté, sont inscrits les noms des régiments de l’armée autonome tchécoslovaque ayant combattu dans ce secteur du front. Le nom des principaux lieux de combat de cette partie de l’Argonne sont gravés sur le monument : Vienne-le-Château, la Gruerie, La Harazée, Le Four de Paris, le Bois-Bolante, la Fille morte, la cote 285, la cote 263, le ravin des Meurissons, le ravin des Courtes Chausses, le ravin de Cheppe, et la Haute-Chevauchée.